# Pudrad smaragdflickslända
Pudrad smaragdflickslända (Lestes sponsa), även kallad allmän smaragdflickslända eller grön flickslända, är en art i insektsordningen trollsländor som tillhör familjen glansflicksländor.

## Kännetecken
Denna smaragdflicksländas hane har en grönblåaktigt glänsande kropp med svart teckning på bakkroppen. Honan är oftast mer brunaktig, men detta är en art där även homokroma honor förekommer, det vill säga honor som i färg och teckning liknar hanen. Dess vingbredd är omkring 40 millimeter och bakkroppslängd är 25 till 33 millimeter. Vingarna är genomskinliga och vingmärket är brunaktigt.

## Utbredning
Utbredningsområde omfattar större delen av Europa, delar av Nordafrika och norra Asien. I Sverige är den en av de vanligaste arterna i sitt släkte och förekommer från Skåne upp till Hälsingland, samt upp längs kusten till Bottenhavet och Bottenviken. 

## Levnadssätt
Habitatet är främst olika slags stillastående vatten med en blandning av riklig växtlighet och öppna vattenytor, såsom dammar, sjöar och en del våtmarker. Efter parningen läggs äggen oftast av hanen och honan tillsammans, i stjälkarna på vattenväxter. Utvecklingstiden från ägg till imago är i Sverige ett år och flygtiden från juli till början av september. I de varmare delarna av utbredningsområdet kan arten ha mer än en generation per år.